# Ryan Hunter-Reay

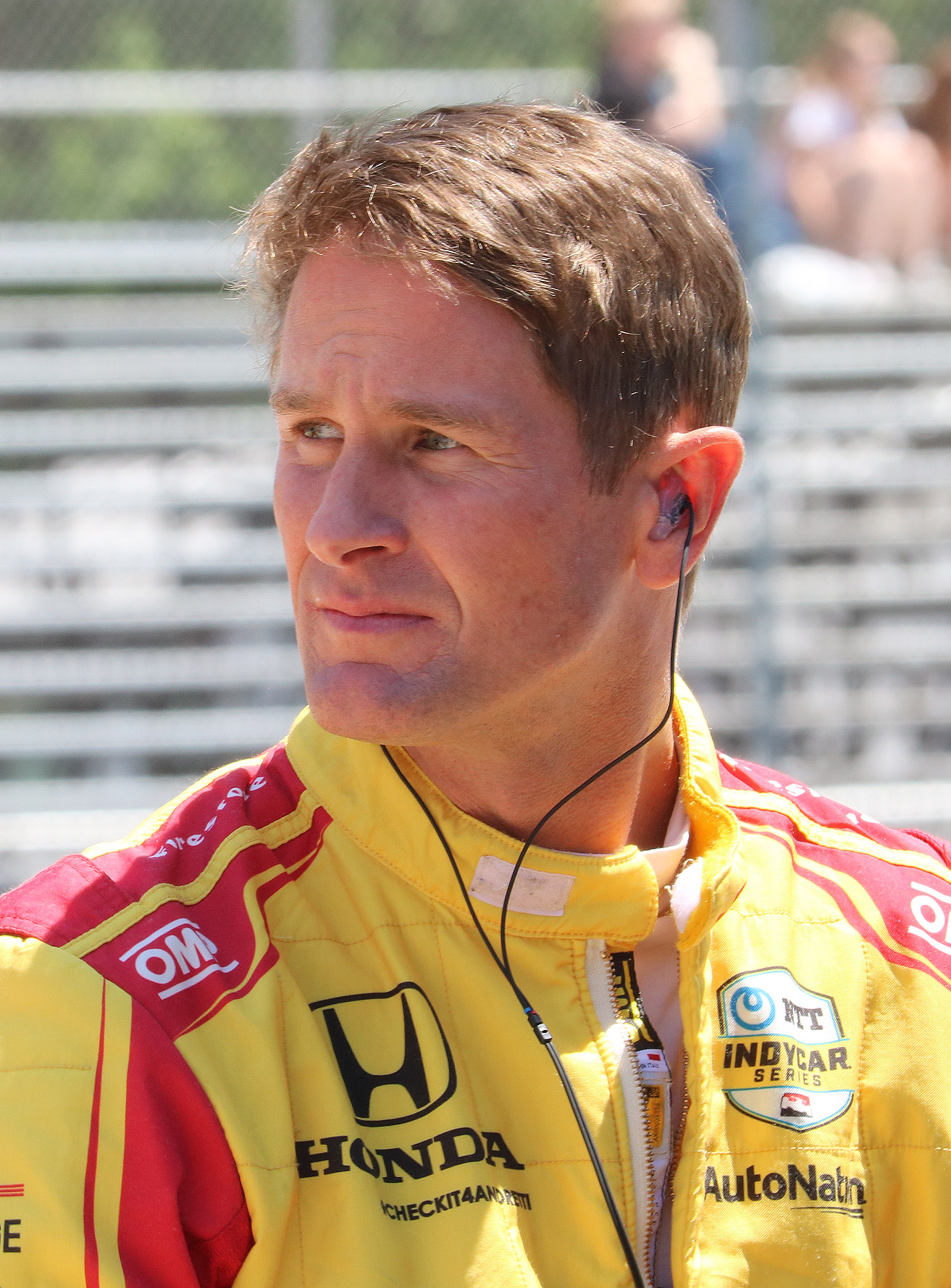
Ryan Hunter-Reay (2021)

Ryan Hunter-Reay (* 17. Dezember 1980 in Dallas, Texas) ist ein US-amerikanischer Automobilrennfahrer. Seit 2007 fährt er in der IndyCar Series, in der er von 2010 bis 2021 für Andretti Autosport startete. Dort gewann er 2012 die Gesamtwertung und 2014 das Indianapolis 500.

## Karriere

### Anfänge im Motorsport
Hunter-Reay begann seine Motorsportkarriere 1996 im Kartsport, in dem er bis 1998 aktiv war. Außerdem gewann er 1998 die Meisterschaft der Skip Barber Southern Regional Series. Ein Jahr später gewann er die Meistertitel der Skip Barber Eastern Regional Series und der Skip Barber National Championship. 2000 wechselte er in die Barber Dodge Pro Series, in der er zwei Saisons startete. Er gewann in seiner zweiten Saison zwei Rennen und belegte in beiden Jahren den fünften Gesamtrang. 2002 wechselte Hunter-Reay in die Atlantic Championship. Er gewann drei Rennen und beendete die Saison auf dem sechsten Gesamtrang.

### Champ Car
2003 wechselte Hunter-Reay in die CART-Serie und startete für das American Spirit Team Johansson, dem Rennstall des ehemaligen Formel-1-Fahrers Stefan Johansson. Obwohl das Team unterfinanziert war, gelang es ihm das Rennen in Surfers Paradise durch eine glückliche, aber gewagte Strategie zu gewinnen. Am Saisonende belegte er den 14. Platz in der Fahrerwertung. 2004 wechselte er zu Herdez Competition und blieb in der Serie, die inzwischen Champ Car hieß. Er gewann das Rennen auf der Milwaukee Mile in eindrucksvoller Art, indem er alle 250 Runden in Führung lag. Am Saisonende war er auf Platz neun in der Gesamtwertung. 2005 wechselte Hunter-Reay zu Rocketsports Racing und wurde Teamkollege von Timo Glock. Er hielt meistens nicht mit Glock mit und belegte am Saisonende, ohne eine Podest-Platzierung erzielt zu haben, den 15. Gesamtrang. Zwei Rennen vor Saisonende wurde er durch Michael McDowell, der finanzielle Unterstützung mitbrachte, ersetzt. 2006 trat er in keiner Rennserie an.

### IndyCar Series

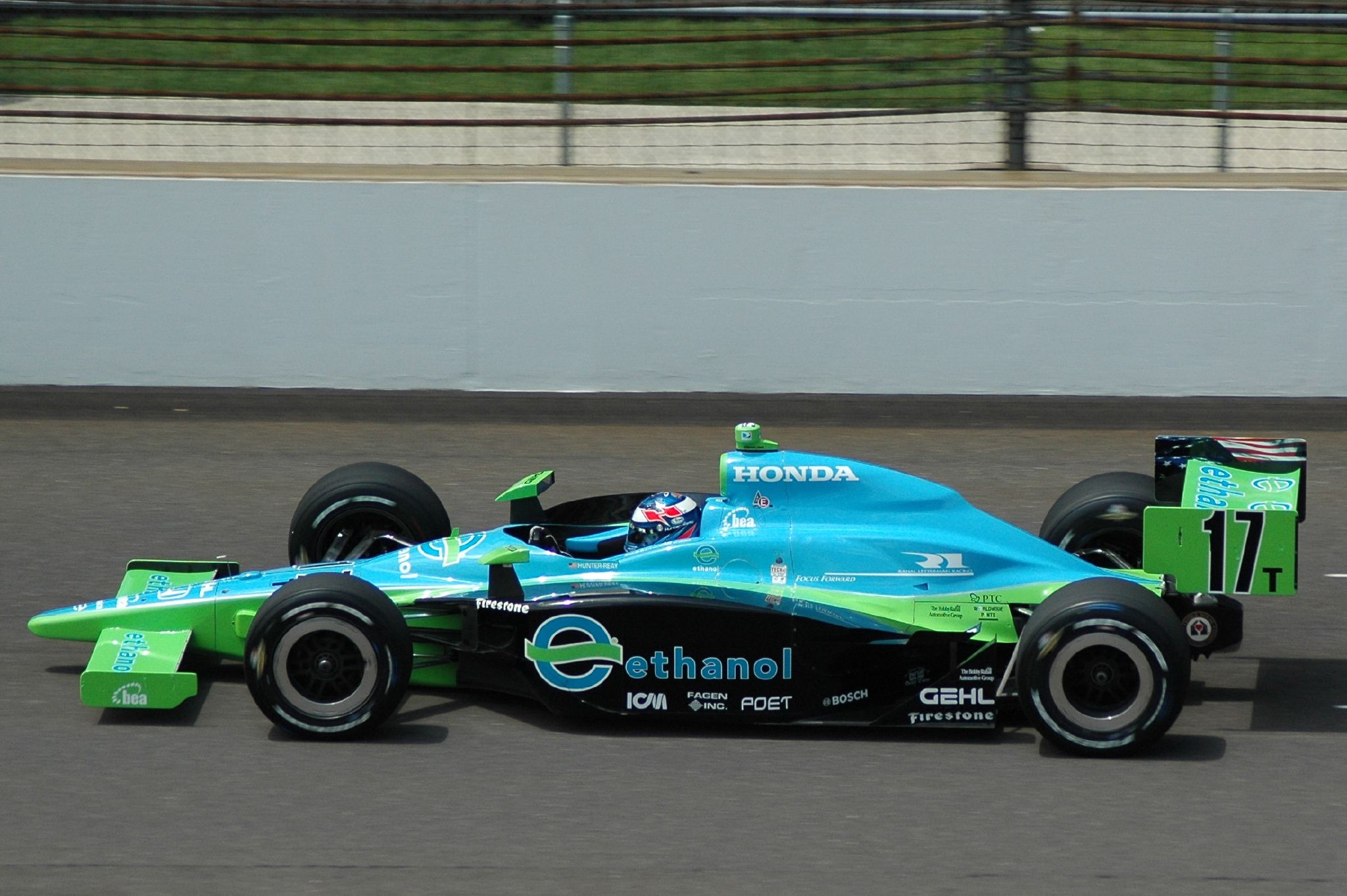
Hunter-Reay beim Training zum Indy 500 2008

Nachdem er im Winter 2006/2007 zu zwei Rennen der A1GP gestartet war, stieg er im Sommer für Rahal Letterman Racing in die IndyCar Series ein und nahm als Ersatz für Jeff Simmons an den letzten sechs Rennen der Saison 2007 teil. Am Saisonende belegte er den 19. Gesamtrang und war zudem, obwohl er weniger als die Hälfte der Saison aktiv war, bester Neueinsteiger. 2008 blieb er bei Rahal Letterman Racing und bestritt die komplette Saison in der IndyCar Series. In Watkins Glen gewann er sein erstes IndyCar-Rennen. Am Saisonende belegte er den achten Gesamtrang. Darüber hinaus nahm er an zwei Rennen der Rolex Sports Car Series teil.
Nachdem Rahal Letterman Racing die IndyCar Series verlassen hatte, unterschrieb Hunter-Reay für 2009 bei Vision Racing. Er startete mit einem zweiten Platz gut in die Saison, doch blieben die Erfolge in den nächsten Rennen aus und er schaffte es nie mehr unter die besten zehn Piloten. Nach sechs Rennen wechselte er zu A. J. Foyt Enterprises, für die er die restliche Saison als Ersatz für den verletzten Vítor Meira bestritt. Sein bestes Resultat für sein neues Team war ein vierter Platz. Am Saisonende belegte er den 15. Gesamtrang. Außerdem fuhr er erneut zwei Rennen in der Rolex Sports Car Series.

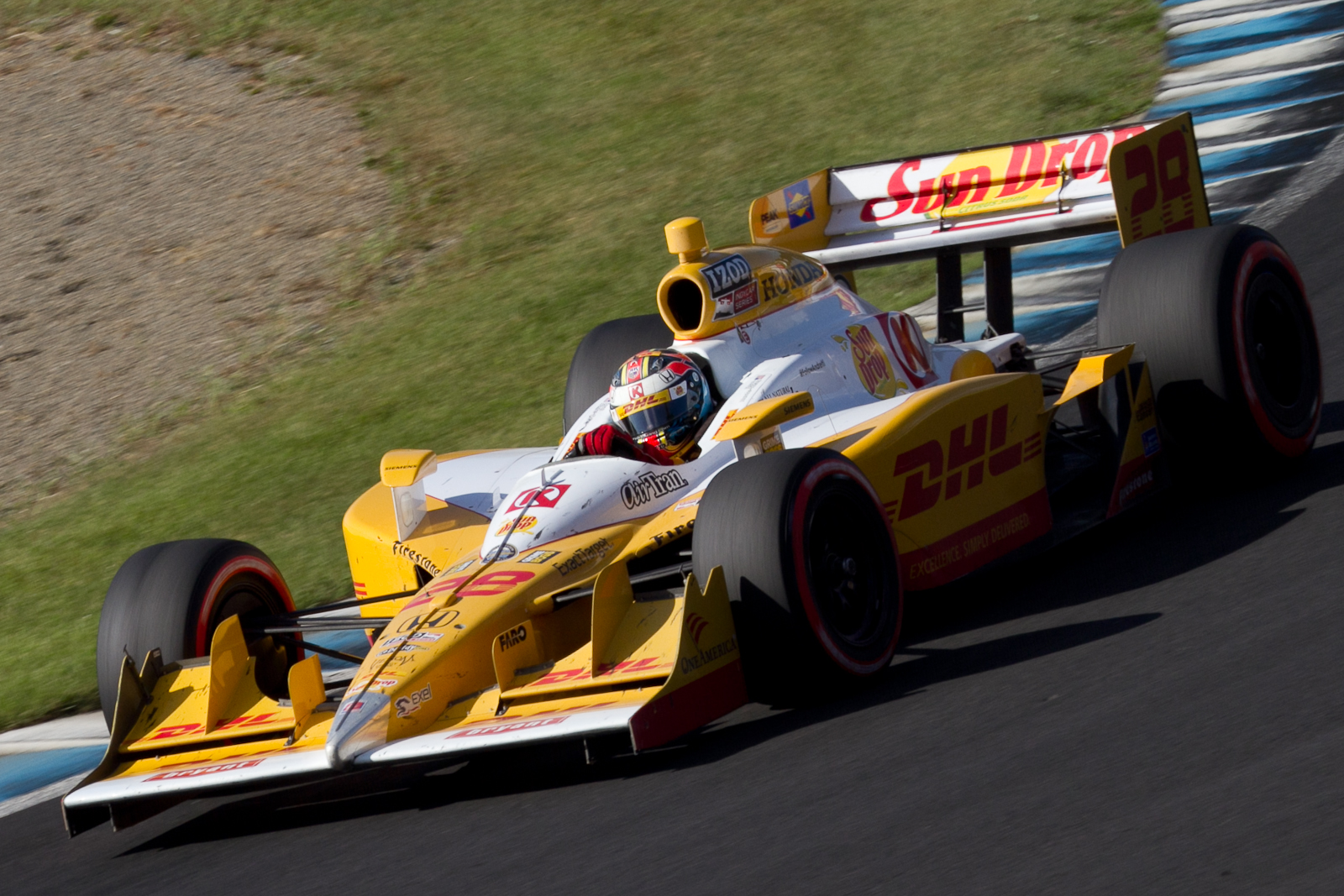
Hunter-Reay beim japanischen IndyCar-Rennen in Motegi 2011

2010 wurde er von Andretti Autosport unter Vertrag genommen. Mit einem zweiten Platz beim Saisonauftakt in São Paulo startete er gut in die neue Saison und beim vierten Rennen in Long Beach gelang Hunter-Reay sein zweiter IndyCar-Sieg. Obwohl er in der Meisterschaft vorne platziert war, besaß er zunächst keinen Vertrag für die komplette Saison. Erst am neunten Rennen wurde bekannt gegeben, dass Hunter-Reay die komplette Saison für Andretti Autosport bestreiten sollte. Am Saisonende belegte er als bester US-amerikanischer Pilot den siebten Gesamtrang. Darüber hinaus nahm Hunter-Reay an Sportwagen-Rennen der Rolex Sports Car Series bzw. der ALMS teil. 2011 blieb Hunter-Reay bei Andretti Autosport. Nachdem er an der Qualifikation zum Indianapolis 500 gescheitert war, wechselte er für dieses Rennen kurzfristig in ein Auto seines ehemaligen Teams A. J. Foyt Enterprises, das von Bruno Junqueira qualifiziert worden war. In der zweiten Phase der Straßenkursrennen erzielte Hunter-Reay schließlich zwei dritte Plätze. Auf dem Ovalkurs in Loudon folgte sein erster Saisonsieg. Dabei profitierte er davon, dass der finale Restart annulliert und der Stand aus der Runde zuvor gewertet wurde. Der Grund für diesen Schritt der Rennleitung war, dass es beim Restart auf feuchter Strecke zu mehreren Kollisionen kam. Es war Hunter-Reays erster IndyCar-Sieg auf einem Ovalkurs. Da er in den ersten zehn Veranstaltungen durch zwei von ihm verursachte Kollisionen aufgefallen war, fuhr er bis zum Ende der Saison auf Bewährung. Als bester US-amerikanischer und bester Andretti-Pilot schloss Hunter-Reay die Fahrerwertung auf dem siebten Platz ab. Außerdem nahm er an je einem Rennen der ALMS und der Rolex Sports Car Series teil. Dabei gewann er in der ALMS die LMP2-Wertung.

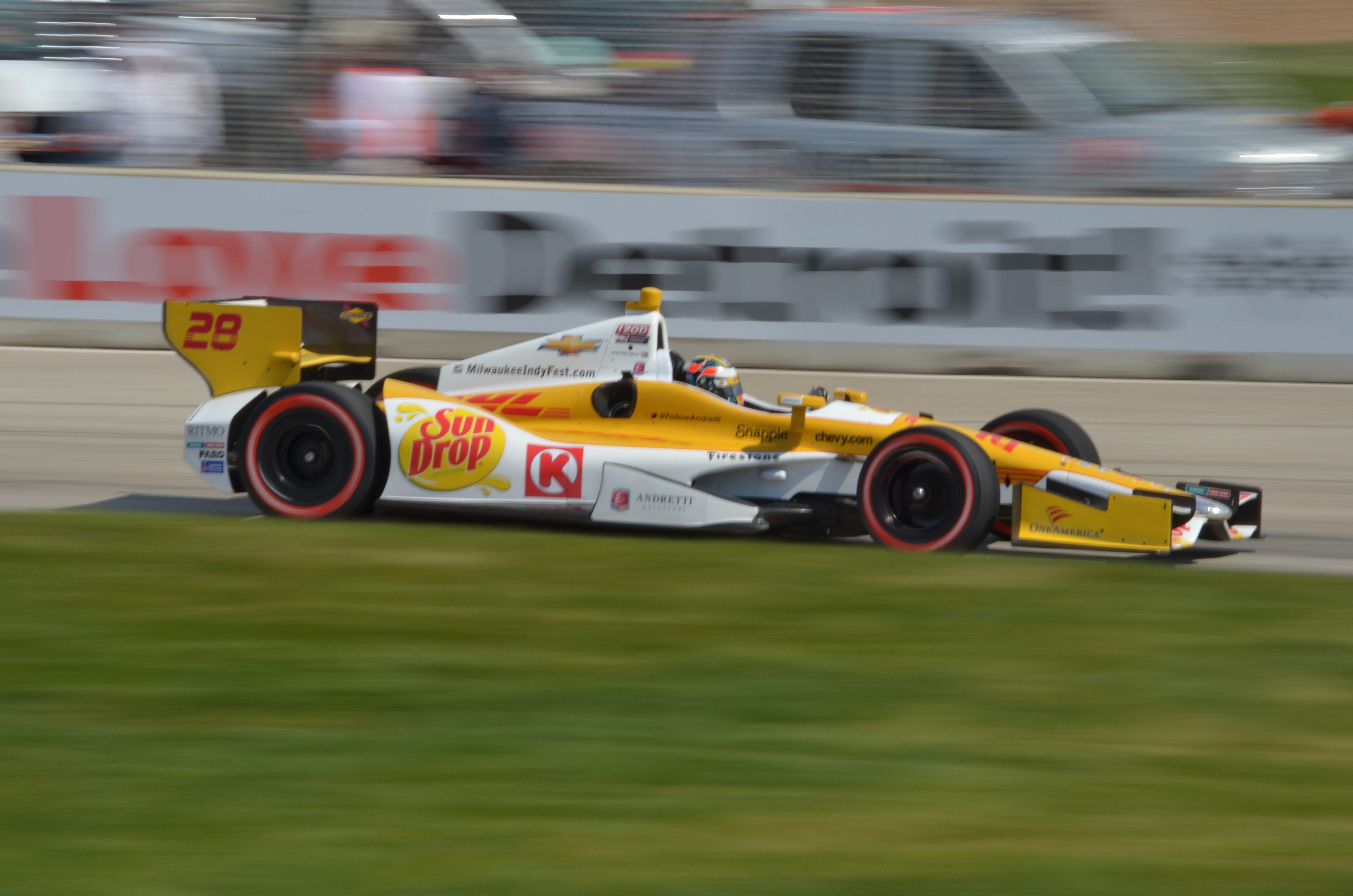
Hunter-Reay in Detroit 2012

2012 absolvierte Hunter-Reay eine weitere IndyCar-Saison für Andretti Autosport, die ab dieser Saison mit Chevrolet-Motoren fuhren. Beim Saisonauftakt in St. Petersburg erzielte er mit dem dritten Platz eine Podest-Platzierung. Zwei Rennen später, in Long Beach kam er abermals auf dem dritten Platz ins Ziel. Da er aber zuvor in eine Kollision mit Takuma Satō verwickelt war und die Rennleitung ihm die Schuld gab, wurde er mit einer Strafe belegt und fiel auf dem sechsten Platz zurück. Im nächsten Rennen in São Paulo stand Hunter-Reay als Zweiter schließlich erneut auf dem Podium. Zur Mitte der Saison gewann er die aufeinanderfolgenden Ovalrennen in West Allis und Newton und holte mit 102 Punkten in diesen zwei Rennen bis auf drei Punkte auf den Gesamtführenden Will Power auf. Auch das darauf folgende Rennen auf dem Stadtkurs in Toronto entschied er für sich und übernahm damit die Gesamtführung. Nach einem siebten Platz in Edmonton und einem Ausfall in Lexington verlor er die Führung wieder an Power. Nach einem Sieg beim vorletzten Rennen in Baltimore reichte Hunter-Reay beim Saisonfinale in Fontana ein vierter Platz um den Meistertitel gegen Power mit einem Vorsprung von drei Punkten für sich zu entscheiden. Darüber hinaus startete er abermals zu einem Rennen der Rolex Sports Car Series und nahm an zwei Rennen der ALMS teil.
2013 wählte Hunter-Reay als Titelverteidiger die Startnummer 1. Nach Scott Dixon, der diese Nummer 2004 als Titelverteidiger nutzte, entschieden sich alle IndyCar-Meister gegen die für den Champion reservierte Startnummer. Nach einem Ausfall im ersten Rennen, gewann Hunter-Reay das darauf folgende Rennen in Birmingham. Nachdem er die nächsten zwei Rennen nicht in die Top 10 gekommen war, wurde er Dritter beim Indianapolis 500 und Zweiter beim ersten Rennen in Detroit. Nach einem weiteren Rennen außerhalb der Top 10 stand er bei den nächsten drei Rennen auf dem Podium. In Fort Worth und Newton wurde er Zweiter, das Milwaukee IndyFest entschied er für sich. Bei den letzten neun Rennen kam Hunter-Reay fünfmal nicht ins Ziel, erreichte keine weitere Podest-Platzierung und kam nur dreimal in die Top 10. Beim zweiten Toronto-Rennen schied er in der vorletzten Runde bei einem Unfall in der Spitzengruppe aus. Beim darauf folgenden Rennen in Lexington startete Hunter-Reay von der Pole-Position und kam auf dem fünften Platz ins Ziel. Er hatte mit einer Zwei-Stopp-Strategie die falsche Taktik gewählt. Hunter-Reay beendete die Saison auf dem siebten Rang. Damit unterlag er intern Marco Andretti. Darüber hinaus nahm Hunter-Reay 2013 an je einem Rennen der ALMS und der Rolex Sports Car Series teil. Dabei stand er in seiner Klasse bei beiden Teilnahmen auf dem Podest.

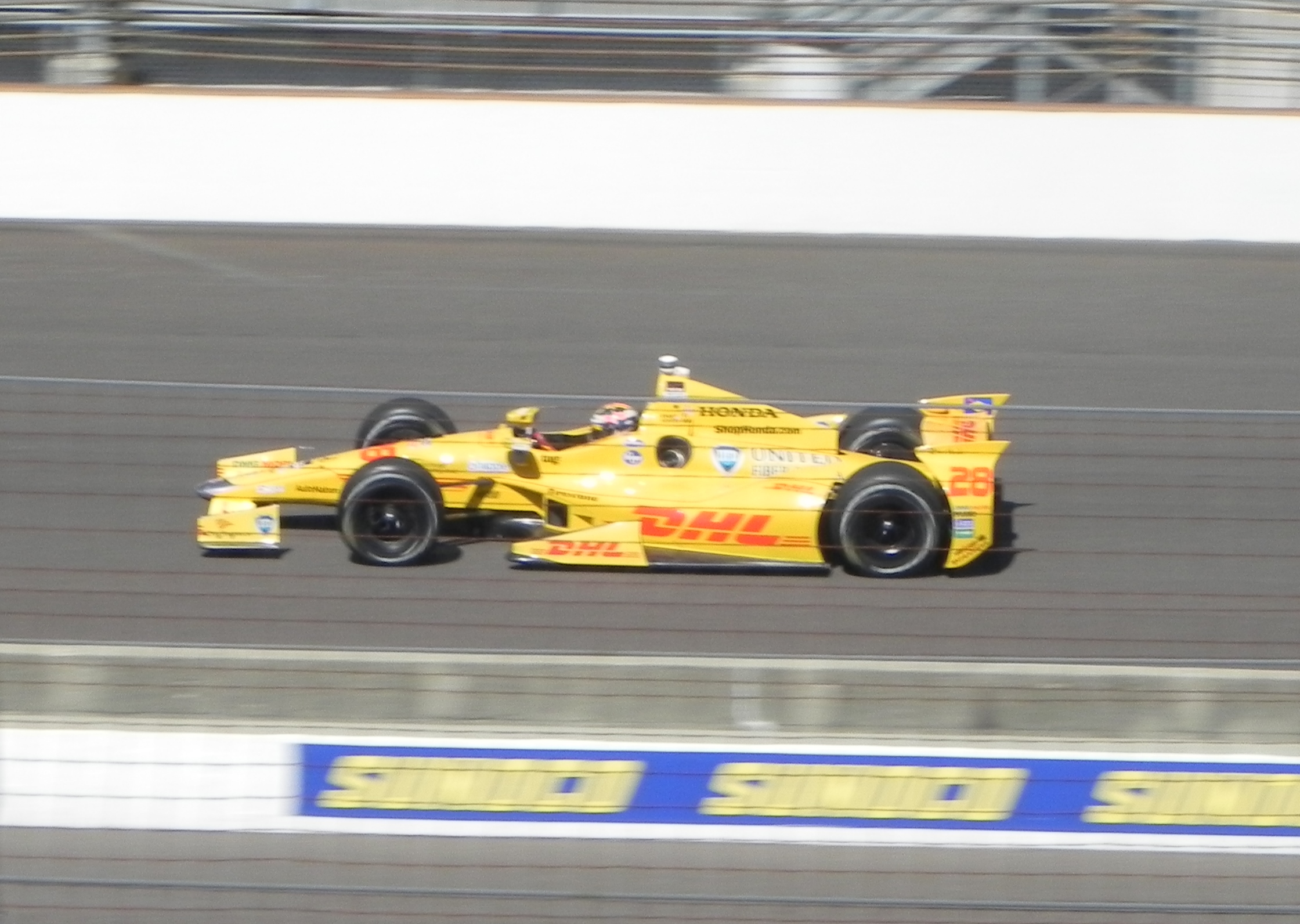
Hunter-Reay im Vorfeld des Indianapolis 500 2014, das er gewann

2014 wechselte Hunter-Reays Rennstall Andretti Autosport erneut den Motorenhersteller und kehrte zu Honda zurück. Beim Saisonauftakt in Saint Petersburg wurde er Zweiter. Nachdem er beim darauf folgenden Toyota Grand Prix of Long Beach in einem Zweikampf um die Führung ausgeschieden war, gewann er das Rennen in Birmingham. Danach folgten die zwei Rennen auf dem Indianapolis Motor Speedway. Im Grand Prix of Indianapolis erreichte Hunter-Reay den zweiten Platz. Nachdem Hunter-Reay im Qualifying zum Indianapolis 500 die Top 9 verpasst hatte, ging er vom 19. Platz ins Rennen. Hunter-Reay lieferte sich mit einigen Fahrern Duelle um die Führung. Zwei Runden vor Schluss ging er an Hélio Castroneves vorbei und gewann zum ersten Mal in seiner Karriere das Indianapolis 500. Er übernahm damit die Meisterschaftsführung, verlor diese jedoch wieder nach einem Rennen. In den 13 Rennen nach dem Indianapolis 500 fiel Hunter-Reay fünfmal aus und schaffte es nur fünfmal in die Top 10. Er gewann in Newton und wurde Zweiter in Sonoma. Er schloss die Saison als bester Andretti-Pilot auf dem sechsten Meisterschaftsplatz ab. Außerdem nahm Hunter-Reay 2014 für SRT Motorsports an drei Rennen der United SportsCar Championship teil. Er erzielte zwei Podest-Platzierungen in der GTLM-Wertung und wurde in dieser Wertung 19. 2015 blieb Hunter-Reay bei Andretti Autosport und unterschrieb einen Vertrag für weitere drei Jahre. Bei den ersten zwölf Rennen erreichte Hunter-Reay nur dreimal die Top 10, während er die letzten vier Rennen stets in den Top 10 beendete und dreimal auf dem Podium stand. In Newton und Pocono, wo sein Teamkollege Justin Wilson tödlich verunglückte, gewann er. Als bester Andretti-Fahrer belegte Hunter-Reay am Saisonende den sechsten Platz in der Meisterschaft. Ferner fuhr Hunter-Reay für Starworks Motorsport ein Rennen in der United SportsCar Championship 2015.
2016 absolvierte Hunter-Reay seine zehnte IndyCar-Series-Saison für Andretti Autosport. Beim Saisonauftakt in St. Petersburg erreichte er den dritten Platz. Dieses Ergebnis wiederholte er in Detroit und Long Pond. Erstmals in Diensten von Andretti verpasste er in der Gesamtwertung die Top 10. Hinter seinen Teamkollegen Carlos Muñoz und Alexander Rossi wurde er Gesamtzwölfter.
2021 war sein bestes Ergebnis ein vierter Platz. Mit drei weiteren Platzierungen unter den ersten zehn wurde er in der Meisterschaft 17. Es war seine schlechteste Saison seit seiner IndyCar-Debütsaison 2007, in der er nicht an allen Rennen teilnahm. Nach 12 Jahren bei Andretti Autosport verlor er sein Cockpit zur Saison 2022 an Romain Grosjean.

## Statistik

### Karrierestationen
| - 1996–1998: Kartsport - 1998: Skip Barber Southern Regional Series (Meister) - 1999: Skip Barber National Championship (Meister) - 1999: Skip Barber Eastern Regional Series (Meister) - 2000: Barber Dodge Pro Series (Platz 5) - 2001: Barber Dodge Pro Series (Platz 5) - 2002: Atlantic Championship (Platz 6) - 2003: CART (Platz 14) - 2004: Champ Car (Platz 9) - 2005: Champ Car (Platz 15) - 2007: A1GP - 2007: IndyCar Series (Platz 19) - 2008: IndyCar Series (Platz 8) - 2008: Rolex Sports Car Series, DP (Platz 34) | - 2009: IndyCar Series (Platz 15) - 2009: Rolex Sports Car Series, DP (Platz 34) - 2010: IndyCar Series (Platz 7) - 2010: Rolex Sports Car Series, DP (Platz 31) - 2010: ALMS, LMPC - 2011: IndyCar Series (Platz 7) - 2011: Rolex Sports Car Series, DP (Platz 33) - 2011: ALMS, LMP2 (Platz 4) - 2012: IndyCar Series (Meister) - 2012: Rolex Sports Car Series, DP - 2012: ALMS, P2 - 2012: ALMS, GT (Platz 27) - 2013: IndyCar Series (Platz 7) - 2013: ALMS, LMP2 (Platz 9) | - 2013: Rolex Sports Car Series, DP (Platz 33) - 2014: IndyCar Series (Platz 6) - 2014: USCC, GTLM (Platz 19) - 2015: IndyCar Series (Platz 6) - 2015: USCC, Prototype (Platz 29) - 2016: IndyCar Series (Platz 12) - 2017: IndyCar Series (Platz 9) - 2018: IndyCar Series (Platz 4) - 2019: IndyCar Series (Platz 8) - 2020: IndyCar Series (Platz 10) - 2021: IndyCar Series (Platz 17) - 2023: IndyCar Series (Platz 26) |

### Einzelergebnisse in der IndyCar Series
| Jahr | Team                                        | 1   | 2   | 3    | 4    | 5    | 6     | 7    | 8   | 9   | 10   | 11   | 12   | 13  | 14  | 15   | 16   | 17  | 18  | 19  | Punkte | Rang |
| ---- | ------------------------------------------- | --- | --- | ---- | ---- | ---- | ----- | ---- | --- | --- | ---- | ---- | ---- | --- | --- | ---- | ---- | --- | --- | --- | ------ | ---- |
| 2007 | Rahal Letterman Racing                      | HMS | STP | MOT  | KAN  | INDY | MIL   | TXS  | IOW | RIR | WGL  | NSH  | MDO  | MIS | KTY | SNM  | DET  | CHI |     |     | 119    | 19.  |
| 2007 | Rahal Letterman Racing                      |     |     |      |      |      |       |      |     |     |      |      | 7    | 6   | 15  | 18   | 18   | 7   |     |     | 119    | 19.  |
| 2008 | Rahal Letterman Racing                      | HMS | STP | MOT  | LBH  | KAN  | INDY  | MIL  | TXS | IOW | RIR  | WGL  | NSH  | MDO | EDM | KTY  | SNM  | DET | CHI | SRF | 360    | 8.   |
| 2008 | Rahal Letterman Racing                      | 7   | 17  | 7    |      | 18   | 6     | 15   | 20  | 8   | 16   | 1    | 19   | 10  | 8   | 9    | 18   | 6   | 9   | 3   | 360    | 8.   |
| 2009 | Vision Racing                               | STP | LBH | KAN  | INDY | MIL  | TXS   | IOW  | RIR | WGL | TOR  | EDM  | KTY  | MDO | SNM | CHI  | MOT  | HMS |     |     | 298    | 15.  |
| 2009 | Vision Racing                               | 2   | 11  | 15   | 32   | 12   | 16    |      |     |     |      |      |      |     |     |      |      |     |     |     | 298    | 15.  |
| 2009 | A. J. Foyt Enterprises                      |     |     |      |      |      |       | 19   | 15  | 21  | 7    | 17   | 14   | 4   | 19  | 15   | 21   | 13  |     |     | 298    | 15.  |
| 2010 | Andretti Autosport                          | SAO | STP | ALA  | LBH  | KAN  | INDY  | TXS  | IOW | WGL | TOR  | EDM  | MDO  | SNM | CHI | KTY  | MOT  | HMS |     |     | 445    | 7.   |
| 2010 | Andretti Autosport                          | 2   | 11  | 12   | 1*   | 5    | 18    | 7    | 8   | 7   | 3    | 5    | 10   | 6   | 4   | 21   | 9    | 11  |     |     | 445    | 7.   |
| 2011 | Andretti Autosport                          | STP | ALA | LBH  | SAO  | INDY | TXS   | TXS  | MIL | IOW | TOR  | EDM  | MDO  | NHA | SNM | BAL  | MOT  | KTY | LSV |     | 347    | 7.   |
| 2011 | Andretti Autosport                          | 21  | 14  | 23   | 18   |      | 19    | 9    | 26  | 8   | 3    | 7    | 3    | 1   | 10  | 8    | 24   | 5   | C   |     | 347    | 7.   |
| 2011 | A. J. Foyt Enterprises                      |     |     |      |      | 23   |       |      |     |     |      |      |      |     |     |      |      |     |     |     | 347    | 7.   |
| 2012 | Andretti Autosport                          | STP | ALA | LBH  | SAO  | INDY | DET   | TXS  | MIL | IOW | TOR  | EDM  | MDO  | SNM | BAL | FON  |      |     |     |     | 468    | 1.   |
| 2012 | Andretti Autosport                          | 3   | 12  | 6    | 2    | 27   | 7     | 21   | 1*  | 1   | 1*   | 7    | 24   | 18  | 1   | 4    |      |     |     |     | 468    | 1.   |
| 2013 | Andretti Autosport                          | STP | ALA | LBH  | SAO  | INDY | DET   | DET  | TXS | MIL | IOW  | POC  | TOR  | TOR | MDO | SNM  | BAL  | HOU | HOU | FON | 469    | 7.   |
| 2013 | Andretti Autosport                          | 18  | 1*  | 24°  | 11°  | 3°   | 2°    | 18   | 2°  | 1°  | 2    | 20   | 18   | 19  | 5°  | 6°   | 20   | 20  | 21  | 9°  | 469    | 7.   |
| 2014 | Andretti Autosport                          | STP | LBH | ALA  | IMS  | INDY | DET   | DET  | TXS | HOU | HOU  | POC  | IOW  | TOR | TOR | MDO  | MIL  | SNM | FON |     | 563    | 6.   |
| 2014 | Andretti Autosport                          | 2   | 20* | 1*   | 2°   | 1*11 | 16    | 19   | 19  | 7   | 6    | 18   | 1°   | 21  | 14  | 10°  | 21   | 2   | 16° |     | 563    | 6.   |
| 2015 | Andretti Autosport                          | STP | NOL | LBH  | ALA  | IMS  | INDY  | DET  | DET | TXS | TOR  | FON  | MIL  | IOW | MDO | POC  | SNM  |     |     |     | 436    | 6.   |
| 2015 | Andretti Autosport                          | 7   | 19  | 13   | 5    | 11   | 15    | 13   | 8   | 18  | 19   | 15°  | 13   | 1°  | 7   | 1°   | 2°   |     |     |     | 436    | 6.   |
| 2016 | Andretti Autosport                          | STP | PHO | LBH  | ALA  | IMS  | INDY  | DET  | DET | ROA | IOW  | TOR  | MDO  | POC | TXS | WGL  | SNM  |     |     |     | 428    | 12.  |
| 2016 | Andretti Autosport                          | 3°  | 10  | 18   | 11   | 9    | 24*3  | 7    | 3   | 4   | 22   | 12   | 18   | 3°  | 13° | 14   | 4    |     |     |     | 428    | 12.  |
| 2017 | Andretti Autosport                          | STP | LBH | ALA  | PHO  | IMS  | INDY  | DET  | DET | TXS | ROA  | IOW  | TOR  | MDO | POC | STL  | WGL  | SNM |     |     | 421    | 9.   |
| 2017 | Andretti Autosport                          | 4   | 17° | 11   | 13   | 3    | 27°10 | 13   | 17  | 19  | 14   | 3    | 6    | 8   | 8°  | 15   | 3°   | 8   |     |     | 421    | 9.   |
| 2018 | Andretti Autosport                          | STP | PHO | LBH  | ALA  | IMS  | INDY  | DET  | DET | TXS | ROA  | IOW  | TOR  | MDO | POC | STL  | POR  | SNM |     |     | 566    | 4.   |
| 2018 | Andretti Autosport                          | 5°  | 5°  | 20°  | 2    | 18   | 5°14  | 2°   | 1°  | 5   | 2    | 19   | 16   | 7   | 18  | 20   | 2°   | 1*  |     |     | 566    | 4.   |
| 2019 | Andretti Autosport                          | STP | COA | ALA  | LBH  | IMS  | INDY  | DET  | DET | TXS | ROA  | TOR  | IOW  | MDO | POC | STL  | POR  | LAG |     |     | 420    | 8.   |
| 2019 | Andretti Autosport                          | 23  | 3   | 8    | 5    | 17   | 822   | 5    | 4   | 5*  | 11   | 16   | 17   | 3   | 19  | 8    | 18   | 10  |     |     | 420    | 8.   |
| 2020 | Andretti Autosport                          | TXS | IMS | ROA  | ROA  | IOW  | IOW   | INDY | STL | STL | MDO  | MDO  | IMS  | IMS | STP |      |      |     |     |     | 315    | 10.  |
| 2020 | Andretti Autosport                          | 8   | 13  | 4    | 22   | 16   | 22°   | 105  | 7   | 11  | 5    | 3    | 19   | 16  | 5   |      |      |     |     |     | 315    | 10.  |
| 2021 | Andretti Autosport                          | ALA | STP | TXS  | TXS  | IMS  | INDY  | DET  | DET | ROA | MDO  | NSH  | IMS  | STL | POR | LAG  | LBH  |     |     |     | 256    | 17.  |
| 2021 | Andretti Autosport                          | 24  | 14  | 16   | 10   | 12°  | 227   | 21   | 11  | 13  | 24   | 4    | 18   | 7   | 15  | 11   | 23   |     |     |     | 256    | 17.  |
| 2023 | Dreyer & Reinbold Racing                    | STP | TXS | LBH  | ALA  | IMS  | INDY  | DET  | ROA | MDO | TOR  | IOW1 | IOW2 | NSH | IMS | GAT  | POR  | LAG |     |     | 131    | 26.  |
| 2023 | Dreyer & Reinbold Racing                    |     |     |      | 11   |      |       |      |     |     |      |      |      |     |     |      |      |     |     |     | 131    | 26.  |
| 2023 | Ed Carpenter Racing                         |     |     |      |      |      |       |      |     |     |      |      |      |     |     |      |      |     |     |     | 131    | 26.  |
| 2023 |                                             |     |     |      |      |      |       | 17   | 19  | 26  | 23   | 24   | 16   | 20  | 14  | 21   | 10   |     |     |     | 131    | 26.  |
| 2024 | Dreyer & Reinbold Racing Cusick Motorsports | STP | LBH | ALA  | IMS  | INDY | DET   | ROA  | LAG | MDO | IOW1 | IOW2 | TOR  | GAT | POR | MIL1 | MIL2 | NSH |     |     | 6      | 42.  |
| 2024 | Dreyer & Reinbold Racing Cusick Motorsports |     |     | 2612 |      |      |       |      |     |     |      |      |      |     |     |      |      |     |     |     | 6      | 42.  |

(Legende)
Anmerkungen
1. ↑  Fand am selben Tag wie der Toyota Grand Prix of Long Beach statt.
2. ↑  Fand am selben Tag wie der Indy Japan 300 statt.
3. ↑  Es wurden keine Punkte vergeben.

### Sebring-Ergebnisse
| Jahr | Team                    | Fahrzeug                | Teamkollege        | Teamkollege          | Platzierung     | Ausfallgrund |
| ---- | ----------------------- | ----------------------- | ------------------ | -------------------- | --------------- | ------------ |
| 2002 | JMB Racing              | Ferrari 360 Modena N-GT | Andrea Montermini  | Peter Argetsinger    | Ausfall         | Motorschaden |
| 2010 | Level 5 Motorsports     | Oreca FLM09             | James Gue          | Scott Tucker         | Disqualifiziert |              |
| 2011 | Level 5 Motorsports     | Lola B11/40             | Luis Díaz          |                      | Rang 20         |              |
| 2012 | Level 5 Motorsports     | HPD ARX-03b             | Luis Díaz          | Scott Tucker         | Ausfall         | Defekt       |
| 2013 | Level 5 Motorsports     | HPD ARX-03b             | Simon Pagenaud     | Scott Tucker         | Rang 7          |              |
| 2014 | SRT Motorsports         | SRT Viper GTS-R         | Dominik Farnbacher | Marc Goossens        | Rang 18         |              |
| 2016 | VisitFlorida.com Racing | Oreca 05                | Ryan Dalziel       | Marc Goossens        | Rang 5          |              |
| 2018 | Konica Minolta Cadillac | Cadillac DPi-V.R        | Jordan Taylor      | Renger van der Zande | Rang 2          |              |
| 2020 | Mazda Motorsports       | Mazda RT24-P            | Jonathan Bomarito  | Harry Tincknell      | Gesamtsieg      |              |
| 2022 | Cadillac Racing         | Cadillac DPi-V.R        | Sébastien Bourdais | Renger van der Zande | Rang 34         |              |